# Llista de topònims de Vilablareix
Llista de topònims (noms propis de lloc) del municipi de Vilablareix, al Gironès
Informació actualitzada per un bot. Els canvis manuals es perdran quan s'actualitzi!

## entitat singular de població
| imatge | Nom         | Ubicat a    | instància de                                                                   | Detalls  | coordenades                                                  | Protecció | Commons (més fotos) | Dades a WD                    |
| ------ | ----------- | ----------- | ------------------------------------------------------------------------------ | -------- | ------------------------------------------------------------ | --------- | ------------------- | ----------------------------- |
|        | Vilablareix | Vilablareix | entitat singular de població ens local històric de Catalunya capital municipal | 153 hab  | 41° 57′ 27″ N, 2° 46′ 26″ E / 41.95746°N,2.77377°E 99 msnm   |           |                     | Modifica les dades a Wikidata |
|        | el Perelló  | Vilablareix | entitat singular de població                                                   | 3619 hab | 41° 57′ 12″ N, 2° 47′ 48″ E / 41.953364°N,2.796619°E 97 msnm |           |                     | Modifica les dades a Wikidata |

## església
| imatge | Nom                       | Ubicat a    | instància de     | Detalls | coordenades                                                                            | Protecció                                  | Commons (més fotos)                             | Dades a WD                    |
| ------ | ------------------------- | ----------- | ---------------- | ------- | -------------------------------------------------------------------------------------- | ------------------------------------------ | ----------------------------------------------- | ----------------------------- |
|        | Sant Menna de Vilablareix | Vilablareix | església         |         | 41° 57′ 24″ N, 2° 46′ 22″ E / 41.956797°N,2.772882°E 114 msnm                          | bé integrant del patrimoni cultural català | Rectoria i església de Sant Menna (Vilablareix) | Modifica les dades a Wikidata |
|        | Sant Roc de Vilablareix   | Vilablareix | església ermita  |         | 41° 56′ 55″ N, 2° 45′ 56″ E / 41.948532°N,2.76545°E 190 msnm                           | bé integrant del patrimoni cultural català | Sant Roc de Vilablareix                         | Modifica les dades a Wikidata |
|        | Santa Maria de Madrencs   | Vilablareix | església capella |         | 41° 56′ 54″ N, 2° 47′ 38″ E / 41.948263°N,2.794018°E ca:Masia can Pere Màrtir 102 msnm |                                            |                                                 | Modifica les dades a Wikidata |

## masia
| imatge | Nom                   | Ubicat a    | instància de     | Detalls                                                          | coordenades | Protecció                                  | Commons (més fotos)      | Dades a WD                    |
| ------ | --------------------- | ----------- | ---------------- | ---------------------------------------------------------------- | --- | ------------------------------------------ | ------------------------ | ----------------------------- |
|        | Ca l'Estanyolet       | Vilablareix | masia            | Estil: arquitectura popular                                      | 41° 57′ 10″ N, 2° 47′ 39″ E / 41.952676°N,2.794247°E                                                                              | bé integrant del patrimoni cultural català |                          | Modifica les dades a Wikidata |
|        | Ca la Gracieta        | Vilablareix | masia            |                                                                  | 41° 56′ 50″ N, 2° 47′ 27″ E / 41.9472082919629°N,2.79084540489054°E                                                               |                                            |                          | Modifica les dades a Wikidata |
|        | Ca la Paula           | Vilablareix | masia            | Estil: arquitectura popular                                      | 41° 57′ 10″ N, 2° 47′ 37″ E / 41.952869°N,2.793618°E                                                                              | bé integrant del patrimoni cultural català |                          | Modifica les dades a Wikidata |
|        | Cal Campaner          | Vilablareix | masia            |                                                                  | 41° 57′ 26″ N, 2° 46′ 27″ E / 41.9571743052629°N,2.77423327452932°E                                                               |                                            |                          | Modifica les dades a Wikidata |
|        | Cal Cargol            | Vilablareix | masia            |                                                                  | 41° 56′ 44″ N, 2° 47′ 32″ E / 41.9455893879208°N,2.79211746287695°E                                                               |                                            |                          | Modifica les dades a Wikidata |
|        | Cal Cavall            | Vilablareix | masia            |                                                                  | 41° 56′ 51″ N, 2° 46′ 54″ E / 41.9475066174934°N,2.78175963146154°E                                                               |                                            |                          | Modifica les dades a Wikidata |
|        | Cal Ferrer            | Vilablareix | masia            |                                                                  | 41° 57′ 00″ N, 2° 47′ 34″ E / 41.9499860484811°N,2.79287535601209°E                                                               |                                            |                          | Modifica les dades a Wikidata |
|        | Can Camós             | Vilablareix | masia            |                                                                  | 41° 57′ 25″ N, 2° 47′ 18″ E / 41.957075038392°N,2.78831535796503°E                                                                |                                            |                          | Modifica les dades a Wikidata |
|        | Can Casadellà         | Vilablareix | masia            |                                                                  | 41° 57′ 32″ N, 2° 46′ 17″ E / 41.9588440054725°N,2.77142785052342°E                                                               |                                            |                          | Modifica les dades a Wikidata |
|        | Can Castanyer         | Vilablareix | masia            |                                                                  | 41° 57′ 20″ N, 2° 46′ 01″ E / 41.955434°N,2.766848°E                                                                              | bé integrant del patrimoni cultural català |                          | Modifica les dades a Wikidata |
|        | Can Castellà          | Vilablareix | masia            | Estil: arquitectura popular                                      | 41° 57′ 08″ N, 2° 47′ 04″ E / 41.952222222222°N,2.7844444444444°E                                                                 | bé integrant del patrimoni cultural català |                          | Modifica les dades a Wikidata |
|        | Can Curt              | Vilablareix | masia            | Estil: arquitectura popular                                      | 41° 56′ 58″ N, 2° 46′ 07″ E / 41.949335°N,2.768523°E                                                                              | bé integrant del patrimoni cultural català |                          | Modifica les dades a Wikidata |
|        | Can Deulofeu          | Vilablareix | masia            |                                                                  | 41° 57′ 01″ N, 2° 48′ 00″ E / 41.9503587267781°N,2.79987204898899°E                                                               |                                            |                          | Modifica les dades a Wikidata |
|        | Can Figueres          | Vilablareix | masia            | Estil: arquitectura popular                                      | 41° 56′ 55″ N, 2° 46′ 19″ E / 41.948626°N,2.771946°E                                                                              | bé integrant del patrimoni cultural català |                          | Modifica les dades a Wikidata |
|        | Can Gonzalbo          | Vilablareix | masia            |                                                                  | 41° 57′ 29″ N, 2° 46′ 33″ E / 41.958042019011°N,2.77579889475353°E                                                                |                                            |                          | Modifica les dades a Wikidata |
|        | Can Gruart            | Vilablareix | masia            | Estil: arquitectura popular                                      | 41° 57′ 00″ N, 2° 47′ 46″ E / 41.950058°N,2.796198°E                                                                              | bé cultural d'interès local                | Can Gruart               | Modifica les dades a Wikidata |
|        | Can Jordà             | Vilablareix | masia            |                                                                  | 41° 57′ 19″ N, 2° 46′ 25″ E / 41.95520964026°N,2.77362482929707°E                                                                 |                                            |                          | Modifica les dades a Wikidata |
|        | Can Moixac            | Vilablareix | masia            |                                                                  | 41° 56′ 57″ N, 2° 46′ 48″ E / 41.949216°N,2.780091°E                                                                              | bé integrant del patrimoni cultural català |                          | Modifica les dades a Wikidata |
|        | Can Moles             | Vilablareix | masia            |                                                                  | 41° 57′ 31″ N, 2° 46′ 28″ E / 41.9586699806007°N,2.77451760122929°E 102 msnm                                                      |                                            |                          | Modifica les dades a Wikidata |
|        | Can Moles             | Vilablareix | masia            |                                                                  | 41° 56′ 59″ N, 2° 47′ 28″ E / 41.9496584189009°N,2.79100630883808°E 100 msnm                                                      |                                            |                          | Modifica les dades a Wikidata |
|        | Can Moner             | Vilablareix | masia            | Estil: arquitectura popular                                      | 41° 57′ 31″ N, 2° 46′ 04″ E / 41.958511°N,2.767881°E                                                                              | bé integrant del patrimoni cultural català |                          | Modifica les dades a Wikidata |
|        | Can Mosquerola        | Vilablareix | masia            |                                                                  | 41° 57′ 18″ N, 2° 48′ 02″ E / 41.9549085311959°N,2.80067831780185°E                                                               |                                            |                          | Modifica les dades a Wikidata |
|        | Can Navarro           | Vilablareix | masia            |                                                                  | 41° 57′ 27″ N, 2° 47′ 52″ E / 41.9575152983587°N,2.79771385512983°E                                                               |                                            |                          | Modifica les dades a Wikidata |
|        | Can Pere Màrtir       | Vilablareix | masia            | Estil: arquitectura popular                                      | 41° 56′ 53″ N, 2° 47′ 39″ E / 41.948055°N,2.794069°E 102 msnm                                                                     | bé integrant del patrimoni cultural català | Can Pere Màrtir          | Modifica les dades a Wikidata |
|        | Can Raset             | Vilablareix | masia            |                                                                  | 41° 57′ 12″ N, 2° 48′ 06″ E / 41.9533879062211°N,2.80155180148015°E                                                               |                                            |                          | Modifica les dades a Wikidata |
|        | Can Riuró             | Vilablareix | masia            |                                                                  | 41° 56′ 47″ N, 2° 46′ 50″ E / 41.9464867238947°N,2.78064110090065°E                                                               |                                            |                          | Modifica les dades a Wikidata |
|        | Can Sabater           | Vilablareix | masia            | Estil: arquitectura popular                                      | | bé integrant del patrimoni cultural català |                          | Modifica les dades a Wikidata |
|        | Can Saüc              | Vilablareix | masia            | Estil: noucentisme arquitectura neoclàssica arquitectura popular | 41° 57′ 11″ N, 2° 46′ 34″ E / 41.952925°N,2.776128°E 111 msnm                                                                     | bé integrant del patrimoni cultural català | Can Saüc                 | Modifica les dades a Wikidata |
|        | Can Siurana del Güell | Vilablareix | masia            |                                                                  | 41° 56′ 49″ N, 2° 48′ 00″ E / 41.9470714308397°N,2.79996678350307°E                                                               |                                            |                          | Modifica les dades a Wikidata |
|        | Can Soi               | Vilablareix | masia            | Estil: arquitectura popular                                      | 41° 56′ 57″ N, 2° 46′ 48″ E / 41.949209°N,2.780082°E                                                                              | bé integrant del patrimoni cultural català |                          | Modifica les dades a Wikidata |
|        | Can Sínia             | Vilablareix | masia            |                                                                  | 41° 57′ 20″ N, 2° 47′ 17″ E / 41.955498313718°N,2.78801891779888°E                                                                |                                            |                          | Modifica les dades a Wikidata |
|        | Can Tou Vell          | Vilablareix | masia            |                                                                  | 41° 57′ 19″ N, 2° 47′ 17″ E / 41.955227°N,2.787953°E                                                                              | bé integrant del patrimoni cultural català |                          | Modifica les dades a Wikidata |
|        | Can Xacó              | Vilablareix | masia            | Estil: arquitectura popular                                      | 41° 57′ 13″ N, 2° 47′ 37″ E / 41.953503°N,2.793726°E                                                                              | bé integrant del patrimoni cultural català |                          | Modifica les dades a Wikidata |
|        | Can Xapes             | Vilablareix | masia            | Estil: arquitectura popular                                      | 41° 56′ 50″ N, 2° 46′ 21″ E / 41.947136°N,2.772597°E                                                                              | bé integrant del patrimoni cultural català |                          | Modifica les dades a Wikidata |
|        | Mas Creu Nou          | Vilablareix | masia            |                                                                  | 41° 57′ 13″ N, 2° 47′ 25″ E / 41.9535391998464°N,2.79039033432914°E 97 msnm                                                       |                                            |                          | Modifica les dades a Wikidata |
|        | Mas Creus             | Vilablareix | masia            |                                                                  | 41° 57′ 08″ N, 2° 46′ 38″ E / 41.9523167123247°N,2.77732717349256°E                                                               |                                            |                          | Modifica les dades a Wikidata |
|        | Mas Pi                | Vilablareix | masia casa forta | 17th century                                                     | 41° 57′ 04″ N, 2° 45′ 57″ E / 41.9512220179781°N,2.76582049217428°E ca:Al sud-oest del nucli, seguint el camí del Mas Pi 169 msnm | bé cultural d'interès nacional             |                          | Modifica les dades a Wikidata |
|        | Masrocs               | Vilablareix | masia            |                                                                  | 41° 56′ 59″ N, 2° 46′ 58″ E / 41.9497329847263°N,2.78265692954695°E                                                               |                                            |                          | Modifica les dades a Wikidata |
|        | el Viver Nou          | Vilablareix | masia            |                                                                  | 41° 57′ 24″ N, 2° 47′ 01″ E / 41.9567958150272°N,2.78347759261582°E                                                               |                                            |                          | Modifica les dades a Wikidata |
|        | la Massana            | Vilablareix | masia            | Estil: arquitectura popular 16th century                         | 41° 57′ 16″ N, 2° 46′ 50″ E / 41.954557°N,2.780495°E ca:Pla de Vilablareix 100 msnm                                               | bé integrant del patrimoni cultural català | La Massana (Vilablareix) | Modifica les dades a Wikidata |

## nucli de població
| imatge | Nom            | Ubicat a    | instància de      | Detalls | coordenades                                                         | Protecció | Commons (més fotos) | Dades a WD                    |
| ------ | -------------- | ----------- | ----------------- | ------- | ------------------------------------------------------------------- | --------- | ------------------- | ----------------------------- |
|        | els Deu Roures | Vilablareix | nucli de població |         | 41° 56′ 50″ N, 2° 46′ 50″ E / 41.9473239997232°N,2.78045725910768°E |           |                     | Modifica les dades a Wikidata |
|        | la Farigola    | Vilablareix | nucli de població |         | 41° 57′ 25″ N, 2° 47′ 39″ E / 41.956899°N,2.79405°E 96 msnm         |           |                     | Modifica les dades a Wikidata |

## Misc
| imatge | Nom                              | Ubicat a                     | instància de       | Detalls                                              | coordenades                                                                                              | Protecció                                  | Commons (més fotos)             | Dades a WD                    |
| ------ | -------------------------------- | ---------------------------- | ------------------ | ---------------------------------------------------- | --- | ------------------------------------------ | ------------------------------- | ----------------------------- |
|        | Antic ajuntament de Vilablareix  | Vilablareix                  | edifici            | Arquitecte: Rafael Masó i Valentí Estil: noucentisme | 41° 57′ 04″ N, 2° 47′ 35″ E / 41.950976°N,2.793167°E 100 msnm                                            | bé integrant del patrimoni cultural català | Antic ajuntament de Vilablareix | Modifica les dades a Wikidata |
|        | Güell                            | Aiguaviva Vilablareix Girona | curs d'aigua       | Desemboca: Ter Llarg: 13.5km                         | 41° 56′ 17″ N, 2° 47′ 30″ E / 41.937917°N,2.791699°E 41° 59′ 10″ N, 2° 48′ 40″ E / 41.98611°N,2.811032°E |                                            | Güell River                     | Modifica les dades a Wikidata |
|        | Molí de Vilablareix              | Vilablareix                  | molí d'aigua       |                                                      | 41° 56′ 45″ N, 2° 46′ 31″ E / 41.945847°N,2.775401°E                                                     |                                            | Molí de Vilablareix             | Modifica les dades a Wikidata |
|        | Polígon industrial Montfullà     | Vilablareix                  | polígon industrial |                                                      | 41° 57′ 49″ N, 2° 46′ 22″ E / 41.9634761570362°N,2.77278702648119°E                                      |                                            |                                 | Modifica les dades a Wikidata |
|        | Pont d'en Tum                    | Vilablareix                  | pont               |                                                      | 41° 56′ 40″ N, 2° 47′ 40″ E / 41.9445216103729°N,2.79435281646226°E                                      |                                            |                                 | Modifica les dades a Wikidata |
|        | San Roque 2009©                  | Vilablareix                  | vèrtex geodèsic    |                                                      | 41° 56′ 54″ N, 2° 45′ 56″ E / 41.948418°N,2.765452°E 189.833 msnm                                        |                                            |                                 | Modifica les dades a Wikidata |
|        | Sant Roc                         | Vilablareix Aiguaviva        | muntanya           |                                                      | 41° 56′ 55″ N, 2° 45′ 55″ E / 41.9485°N,2.76534°E 190.4 msnm                                             |                                            |                                 | Modifica les dades a Wikidata |
|        | Torre Sepulcral                  | Vilablareix                  | mausoleu           | Estil: arquitectura romana                           | 41° 57′ 16″ N, 2° 46′ 26″ E / 41.954416666667°N,2.7740027777778°E 110 msnm                               | bé integrant del patrimoni cultural català | Torre Sepulcral (Vilablareix)   | Modifica les dades a Wikidata |
|        | casa consistorial de Vilablareix | Vilablareix                  | casa consistorial  |                                                      | 41° 57′ 09″ N, 2° 47′ 38″ E / 41.9525283°N,2.7937829°E                                                   |                                            | Casa de la Vila de Vilablareix  | Modifica les dades a Wikidata |
|        | la Terrera                       | Vilablareix                  | pedrera            |                                                      | 41° 56′ 53″ N, 2° 46′ 50″ E / 41.9480629387924°N,2.78065982723964°E                                      |                                            |                                 | Modifica les dades a Wikidata |